# Linghed
Linghed är en bebyggelse i Falu kommun, i Svärdsjö socken. Orten ligger ca 5 km norr om Svärdsjö kyrka och hade tidigare Dala-Ockelbo-Norrsundets järnvägs västra ändstation. Linghed var av SCB klassad som en separat tätort från 1960 till 2020, för att vid avgränsningen bli klassad som en del av tätorten Enviken.
I orten finns ett sågverk samt annan träindustri. I Linghed ligger även Backlunds Möbler, Comfortbutiken, Svedlunds Flagg, Huskomponenter i Linghed, Dalahus, Tempo-butiken och Poppen bed and breakfast, samt en frisör.

## Befolkningsutveckling
| Befolkningsutvecklingen i Linghed 1950–2015            | Befolkningsutvecklingen i Linghed 1950–2015 | Befolkningsutvecklingen i Linghed 1950–2015 | Befolkningsutvecklingen i Linghed 1950–2015 | Befolkningsutvecklingen i Linghed 1950–2015 |
| ------------------------------------------------------ | ------------------------------------------- | ------------------------------------------- | ------------------------------------------- | ------------------------------------------- |
|                                                        |                                             |                                             |                                             |                                             |
| År                                                     |                                             |                                             | Folkmängd                                   | Areal (ha)                                  |
| 1950                                                   | 1950                                        |                                             | 1 066                                       |                                             |
| 1960                                                   | 1960                                        |                                             | 913                                         |                                             |
| 1965                                                   | 1965                                        |                                             | 851                                         |                                             |
| 1970                                                   | 1970                                        |                                             | 754                                         |                                             |
| 1975                                                   | 1975                                        |                                             | 667                                         |                                             |
| 1980                                                   | 1980                                        |                                             | 672                                         |                                             |
| 1990                                                   | 1990                                        |                                             | 567                                         | 209                                         |
| 1995                                                   | 1995                                        |                                             | 606                                         | 210                                         |
| 2000                                                   | 2000                                        |                                             | 627                                         | 211                                         |
| 2005                                                   | 2005                                        |                                             | 609                                         | 211                                         |
| 2010                                                   | 2010                                        |                                             | 618                                         | 210                                         |
| 2015                                                   | 2015                                        |                                             | 529                                         | 175                                         |
| Anm.: 2015 utbröts småorten Linghed östra ur tätorten. |                                             |                                             |                                             |                                             |